# Амбли-Флёри
Амбли́-Флёри́ (фр. Ambly-Fleury) — коммуна во Франции, находится в регионе Шампань — Арденны. Департамент — Арденны. Входит в состав кантона Ретель. Округ коммуны — Ретель.
Код INSEE коммуны — 08010.
Коммуна расположена приблизительно в 170 км к северо-востоку от Парижа, в 60 км севернее Шалон-ан-Шампани, в 36 км к юго-западу от Шарлевиль-Мезьера.

## Население
Население коммуны на 2008 год составляло 137 человек.
| 1962 | 1968 | 1975 | 1982 | 1990 | 1999 | 2008 |
| ---- | ---- | ---- | ---- | ---- | ---- | ---- |
| 190  | 195  | 148  | 124  | 130  | 151  | 137  |

## Администрация
| Период | Период | Фамилия     | Партия | Должность |
| ------ | ------ | ----------- | ------ | --------- |
| 2001   | 2008   | Жюстин Дони |        |           |
| 2008   |        | Андре Флёри |        |           |

## Экономика
В 2007 году среди 83 человек в трудоспособном возрасте (15—64 лет) 59 были экономически активными, 24 — неактивными (показатель активности — 71,1 %, в 1999 году было 53,8 %). Из 59 активных работали 55 человек (33 мужчины и 22 женщины), безработными были 4 мужчины. Среди 24 неактивных 8 человек были учениками или студентами, 10 — пенсионерами, 6 были неактивными по другим причинам.

## Фотогалерея
- Церковь
- Памятник погибшим в Первой мировой войне
- Въезд в Амбли-Флёри
- Карта коммуны